# Biographical Memoirs of Fellows of the Royal Society
La Biographical Memoirs of Fellows of the Royal Society (Memòries biogràfiques dels Membres de la Reial Societat) és una revista acadèmica sobre la història de la ciència publicat anualment per la Royal Society. També publica necrològiques de Membres de la Royal Society. Va ser establerta en el 1932 com a Obituary Notices of Fellows de la Royal Society i porta el títol actual des de 1955, amb numeració de volums reiniciat des de l'1. Abans de 1932, els obituaris es publicaven en el Proceedings of the Royal Society.
Les memòries són un registre històric significatiu, i cadascuna inclou una completa bibliografia d'obres separats en temes. Les memòries s'escriuen sovint per un científic de la propera generació, generalment un dels propis antics alumnes del subjecte, o un col·lega proper. En molts casos, l'autor és també un company.Biografies notables publicades en aquesta revista inclouen a Albert Einstein, Alan Turing, Bertrand Russell, Claude Shannon, Clement Attlee, Ernst Mayr, and Erwin Schrödinger.
Cada any, es reuneixen al voltant de 20 a 25 memòries de membres difunts de la Royal Society, pel redactor en cap, en l'actualitat Malcolm Longair, que va succeir a Trevor Stuart en el 2016. Tot el contingut de més d'un any d'edat és de lliure disposició per a llegir.